# Forces spéciales royales
 (mars 2023).
Si vous disposez d'ouvrages ou d'articles de référence ou si vous connaissez des sites web de qualité traitant du thème abordé ici, merci de compléter l'article en donnant les références utiles à sa vérifiabilité et en les liant à la section « Notes et références ».
Les Forces spéciales royales sont une unité militaire antiterroriste jordanienne fondée en 1963 sous l'ordre du roi Hussein bin Talal. Devenue un des premiers pays au monde à disposer d'une unité anti-terroriste, la Jordanie a signé plusieurs contrats avec de nombreux pays étrangers (Algérie, Libye, Bahreïn, Irak, Koweït, Liban, Maroc, Oman, Qatar, Arabie saoudite et Émirats arabes unis) pour leur former des unités comparables dans son centre d'entraînement spécialisé situé dans la banlieue d'Amman.